# Инстасамка
Инстаса́мка (Instasamka; настоящее имя — Да́рья Евге́ньевна Еро́пкина; род. 11 мая 2000, Тобольск, Тюменская область) — российская поп-певица, рэп-исполнитель и тиктокер; ранее — инстаблогер.

## Биография

### Ранние годы
Родилась 11 мая 2000 года в Тобольске. По информации одних источников, в девятом классе её исключили из школы. По информации других источников, окончила школу и поступила в техникум на экономиста. Потом — в МСЮА, но из обоих учебных заведений её исключили за низкую посещаемость.
Юность провела в Чехове Московской области, а после начала творческой карьеры переехала в Москву. Её родители — предприниматели. Также у неё есть младшая сестра по имени Рита.

### Карьера
В 2017 году начала публиковать видео разговорного жанра и короткие комедийные ролики в Instagram под псевдонимом «Президентша». Позже взяла себе псевдоним «Instasamka» и начала создавать искусственные инфоповоды. Одними из таких случаев можно назвать подставные ограбление и аварию, а также инциденты с курьером «Яндекс.Еды» и визажистами, в которых она нелестно высказывалась в их сторону.
В 2019 году выпустила музыкальные альбомы Born to Flex и «Трипл малыш». Релизы представляют собой яркие образцы бесстыдного и провокационного рэпа новой школы. В треках Инстасамка заявляет о своём богатстве и статусе, утверждая, что у неё есть миллиарды; что она покупает бриллианты, и что быть рядом с ней — очень опасно. Тексты подчёркивают её финансовую независимость и силу, выраженную через дерзкие и вызывающие тексты. За 2020—2021 года Инстасамка выпустила альбомы Mamacita, «Спасибо папаша», «Семейный бизнес» и Moneydealer.
В середине 2022 года Инстасамка выпустила лонг-плей в жанре рэп под названием Queen of Rap, а в конце года — Popstar в жанре поп. Popstar представляет собой 25 минут абсолютного, безудержного веселья, где Инстасамка выступает в роли главной звезды вечеринки. Здесь присутствует немного больше любви и обращений к неизвестным бывшим и недостойным мужчинам, но без лишних эмоций. Тексты альбома пропитаны тщеславием и готовностью делать всё за деньги. Помимо этого, в треках она перечисляет дорогие покупки, сделанные её мужем; восхищается своим телом, и говорит о том, что все должны ей угождать — и никто ей не отказывает. Альбом Popstar — это ода дикой самоуверенности, безумным деньгам и счастью в потреблении, которая подкупает своей бесцеремонностью и не оставляет шансов на критику.
В октябре 2024 года стало известно, что Зотеева станет новой солисткой группы «Ленинград». В ноябре лидер группы Сергей Шнуров опроверг эту информацию и заявил, что пока «ограничились совместным альбомом».

### Личная жизнь и увлечения
С середины 2019 года состоит в близких отношениях с Олегом Еропкиным, более известным как Moneyken. Согласно интервью Олега, опубликованному в ноябре 2020 года, они с Дарьей уже полгода состоят в официальном браке.
В 2025 году они приобрели медиафутбольную команду «Чертаново медиа», которая стала участником 6 сезона МФЛ.

## Оценки
В 2019 году журналистом издания «Лента.ру» Антоном Болотовым отмечалось, что для привлечения интереса аудитории Зотеева пользуется не только своим образом, но также эпатирует различными скандальными выходками. В том же году Алексей Нимандов из «Фонтанка.ру» и Даниил Леднев из SM News сравнивали её с рэп-исполнителем Моргенштерном.
В феврале 2021 года аналитическое агентство Brand Analytics назвало аккаунт Инстасамки в TikTok одним из самых популярных в России.
По итогам 2021 года, по версии музыкального журналиста Антона Вагина из издания «РБК Стиль», альбом Дарьи Moneydealer вошёл в список лучших альбомов за год, а по версии музыкального портала The Flow расположился на 22 месте топ-50 отечественных альбомов года.
По итогам 2022 года, по версии издания Meduza, Инстасамка стала одной из главных поп-звёзд России.

## Цензура
В 2021 году активисты обвиняли Инстасамку в пропаганде разврата и проституции, из-за чего Роскомнадзор инициировал проверку творчества артистки, лишь запретив песню «АУЕ» из-за пропаганды запрещённой в России субкультуры. В феврале 2023 года деятельность артистки снова привлекла внимание, на этот раз — различных российских государственных и общественных деятелей, из-за чего концерты певицы в России отменялись, либо переносились. После критики оных Дарья очистила свою концертную программу тура от мата и старого материала, к которому имелись вопросы.

## Критика
В 2020 году различные издания сообщали о том, что пользователи обвиняли Инстасамку в плагиате музыки и копировании образа Карди Би.
В 2022 году музыкальный критик Алексей Мажаев из InterMedia поставил видеоклипу на песню «За деньги да» оценку 6 из 10.
В 2023 году Мажаев оценил песню «Жара» на 4 из 10, назвав текст песни примитивным.

### Доносы
1 июля 2025 года Инстасамка (которая два года назад уже становилась мишенью доносчиков, в том числе Екатерины Мизулиной) в своем Telegram-канале написала публичный донос на певиц Дору и Мэйби Бэйби, обвинив их в непатриотизме и экстремизме, выразившемся в поддержке ЛГБТ-сообщества. Обвинения Инстасамки были опровергнуты Дорой, также исполнительница подверглась критике со стороны Мэйби Бэйби, Максима Виторгана, Ксении Собчак и Юлии Таратуты.

## Дискография
За свою музыкальную карьеру Инстасамкой было выпущено 9 студийных альбомов, 76 синглов и 20 видеоклипов.

## Признание

### Рейтинги
| Год  | Издание     | Название                             | Работа      | Место | П.     |
| ---- | ----------- | ------------------------------------ | ----------- | ----- | ------ |
| 2019 | Google      | «Самые популярные девушки в России»  | Неприменимо | 3     | [ 45 ] |
| 2021 | «РБК Стиль» | «Лучшие альбомы 2021 года»           | Moneydealer | —     | [ 32 ] |
| 2021 | The Flow    | «Топ-50 отечественных альбомов 2021» | Moneydealer | 22    | [ 33 ] |

### Премии
| Год  | Премия        | Номинация                   | Номинант / Работа | Результат | П.     |
| ---- | ------------- | --------------------------- | ----------------- | --------- | ------ |
| 2023 | VK Музыка     | «Артистка года»             | Инстасамка        | Победа    | [ 46 ] |
| 2024 | Премия МУЗ-ТВ | «Прорыв года»               | Инстасамка        | Номинация | [ 47 ] |
| 2024 | Премия МУЗ-ТВ | «Лучшее видео»              | «За деньги да»    | Номинация | [ 47 ] |
| 2024 | Премия МУЗ-ТВ | «Лучшее танцевальное видео» | «На Титанике»     | Номинация | [ 47 ] |
| 2024 | Премия МУЗ-ТВ | «Лучшее танцевальное видео» | «За деньги да»    | Номинация | [ 47 ] |
| 2024 | Премия МУЗ-ТВ | «Лучшая коллаборация»       | «На Титанике»     | Номинация | [ 47 ] |
| 2024 | Премия МУЗ-ТВ | «Лучшая cover-версия»       | «На Титанике»     | Победа    | [ 47 ] |
| 2024 | Премия МУЗ-ТВ | «Лучшая исполнительница»    | Инстасамка        | Номинация | [ 47 ] |

### Комментарии
1. ↑  До 12 марта 2025 года ― Зоте́ева[4].
2. ↑  Информация обновлена 3 марта 2024 года.